# Lizzi Collinge
Lizzi Collinge est une personnalité politique britannique.

## Biographie
Lizzi Collinge naît dans le Lancashire et déménage dans la région rurale de Cumbria lorsqu'elle est enfant. Elle s'installe dans la région de Morecambe et Lunesdale en 2005.
En 2024, elle est élue députée.